# Hãy nói lời yêu
Hãy nói lời yêu (tên cũ: Hẹn em ngày nắng) là một bộ phim truyền hình được thực hiện bởi Trung tâm Phim truyền hình Việt Nam, Đài Truyền hình Việt Nam do Bùi Quốc Việt làm đạo diễn. Phim phát sóng vào lúc 21h40 thứ 5, 6 hàng tuần bắt đầu từ ngày 15 tháng 4 năm 2021 và kết thúc vào ngày 6 tháng 8 năm 2021 trên kênh VTV3.

## Nội dung
Hãy nói lời yêu xoay quanh những biến cố xảy ra trong gia đình bà Hoài (Nguyệt Hằng). Tuy có bề ngoài được xem là một gia đình kiểu mẫu: vợ chồng thành đạt, có địa vị trong xã hội, con cái giỏi giang, ngoan ngoãn... Thế nhưng sâu bên trong đó lại ẩn chứa nhiều rạn nứt. Dù hết lòng vì chồng con, hy sinh tất cả cho gia đình nhưng cách yêu thương của bà Hoài đã vô tình khiến cho các thành viên trong gia đình cảm thấy ngột ngạt và muốn tìm cách thoát khỏi vòng kìm kẹp. Bắt đầu từ việc ông Tín (Trọng Trinh) bị phát hiện ngoại tình, mọi chuyện sau đó đã dần trở nên hỗn loạn và đẩy đến đỉnh điểm ở những bi kịch sau này.

## Diễn viên

### Diễn viên chính
- Trọng Trinh trong vai Ông Hoàng Tín[7]
- Nguyệt Hằng trong vai Bà Thu Hoài[8]
- Quỳnh Kool trong vai Hoàng My[9]
- Công Dương trong vai Minh Phan[10]
- Đào Trúc Mai trong vai Trâm[7]
- Bảo Hân trong vai Tú[1]
- Quang Anh trong vai Hoàng Minh[1]
- Hoàng Anh Vũ trong vai Duy
- Hà Việt Dũng trong vai Thanh Bình

### Diễn viên phụ
- Linh Huệ trong vai Bà Ngần
- Thúy Phương trong vai Bà Mỹ
- Dương Đức Quang trong vai Bác sĩ
- Hiệp Đỗ trong vai Kiên
- Thanh Tú trong vai Mẹ Duy
- Tuấn Cường trong vai Luật sư
- Hồng Liên trong vai Vợ Bình
- Nguyễn Tuấn trong vai Trung
- Xuân Hồng trong vai Bạn Bình
- Ngô Minh Hoàng trong vai Chủ nhiệm Câu lạc bộ
- Lưu Duy Khánh trong vai Khánh
- Trúc Quỳnh trong vai Quỳnh
- Nguyễn Huy trong vai Huy

Cùng một số diễn viên khác...

## Nhạc phim
- Nếu một ngày[11]

Sáng tác: Xuân Phương
Thể hiện: Nguyễn Ngọc Anh
- Mạnh mẽ lên cô gái

Sáng tác: Hùng Quân
Thể hiện: Anh Tú

## Tranh cãi
Trong tập 21 của phim phát sóng tối ngày 24 tháng 6 năm 2021, câu chuyện bi kịch gia đình của nhà bà Hoài đã bị đẩy lên đến đỉnh điểm với việc nhân vật Minh uống thuốc ngủ tự tử trước những áp lực, dằn vặt từ mẹ. Tình tiết này sau đó đã gây ra nhiều tranh cãi về tính giáo dục của bộ phim khi đưa tình tiết mang tính "đen tối" quá cao vào câu chuyện. Tuy nhiên, một số ý kiến lại cho rằng tình tiết này là thực tế vì ngoài xã hội đã từng xảy ra nhiều trường hợp tương tự, biên kịch của phim cũng cho biết cái chết của Minh chính là "nút thắt" để thay đổi bà Hoài và các nhân vật trong gia đình.
Ngoài ra, phim cũng bị nhiều người đánh giá là "lan man, dài dòng" khi dần đi đến kết thúc bởi dồn quá nhiều tình tiết u ám vào bộ phim dẫn đến sự thiếu hợp lý trong câu chuyện, gây ra cảm giác "ức chế" và "khó chịu" cho người xem.

## Giải thưởng
| Năm  | Giải thưởng    | Hạng mục                                   | (Người) đề cử | Kết quả   | Tham khảo |
| ---- | -------------- | ------------------------------------------ | ------------- | --------- | --------- |
| 2021 | Ấn tượng VTV   | Nam diễn viên ấn tượng                     | Công Dương    | Đề cử     | [ 18 ]    |
| 2021 | Giải Cánh diều | Quay phim xuất sắc phim truyện truyền hình | Vũ Trung Kiên | Đoạt giải | [ 19 ]    |